# Pfarrhaus (Kleinaitingen)

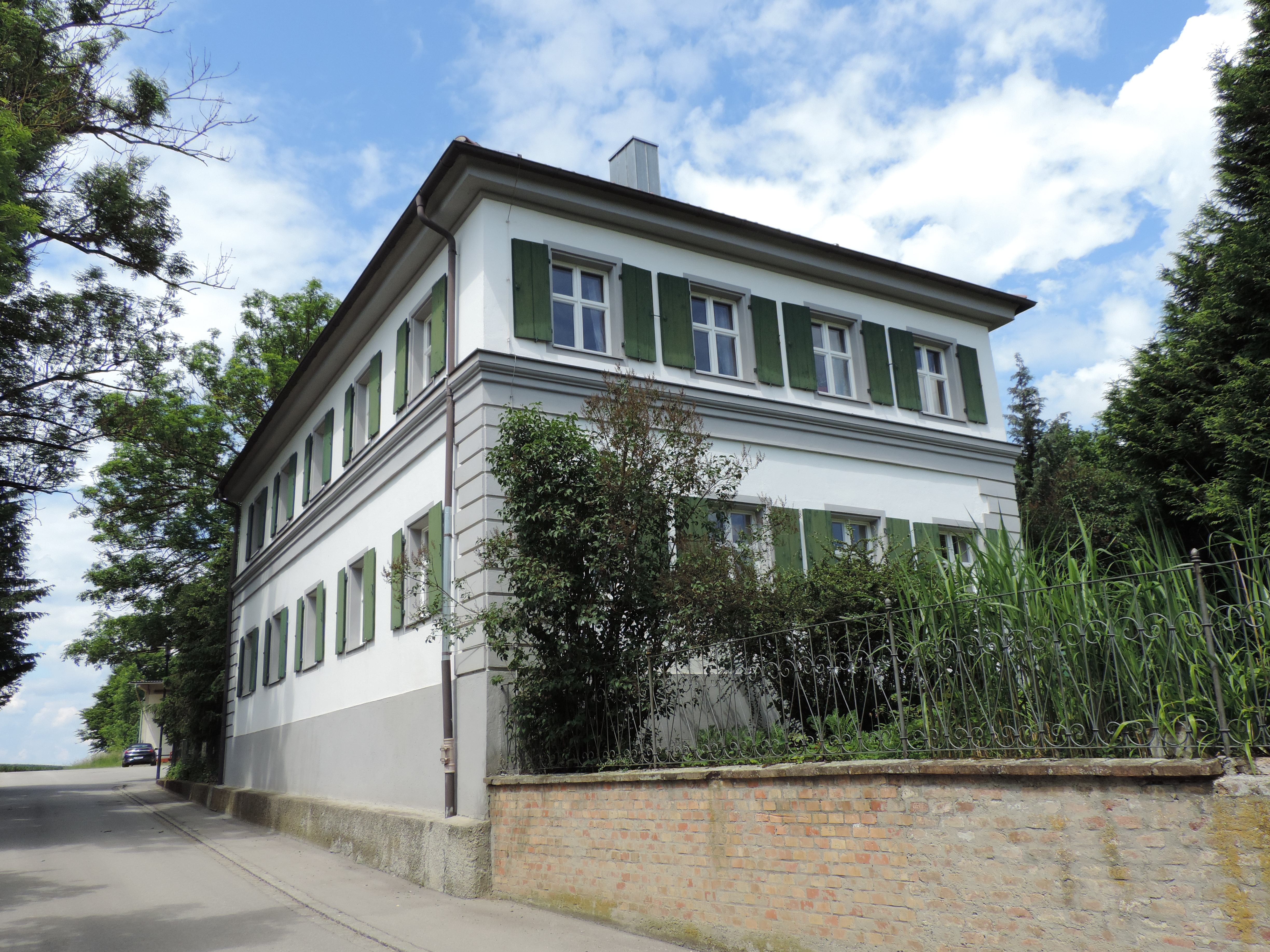
Pfarrhaus in Kleinaitingen

Das Pfarrhaus in Kleinaitingen, einer Gemeinde im Landkreis Augsburg im bayerischen Regierungsbezirk Schwaben, wurde 1829/30 errichtet. Das Pfarrhaus Am Kirchberg 1 ist ein geschütztes Baudenkmal.
Der zweigeschossige Walmdachbau mit Putzgliederung wurde nach Plänen von Johann Michael Voit erbaut. Er besitzt fünf zu vier Fensterachsen. Die Eckquaderung ist aus sorgfältig gearbeiteten Hausteinen ausgeführt.